# Nationale 1951-1952
La Nationale 1951-1952 è stata la 30ª edizione del massimo campionato francese di pallacanestro maschile. La vittoria finale è stata ad appannaggio dell'ASVEL.

## Risultati

### Fase a gironi

#### Gruppo A
|    | Squadra        | G  | V  | N | P  | PF  | PS  | P.ti | Qualificazione           |
| -- | -------------- | -- | -- | - | -- | --- | --- | ---- | ------------------------ |
| 1. | ASVEL          | 14 | 11 | 0 | 3  | 739 | 596 | 36   | finale                   |
| 2. | AGL Fougères   | 14 | 9  | 0 | 5  | 740 | 674 | 32   |                          |
| 3. | R.C. de France | 14 | 9  | 0 | 5  | 733 | 643 | 32   |                          |
| 4. | AS Cabourg     | 14 | 7  | 1 | 6  | 776 | 765 | 27   |                          |
| 5. | EV Bellegarde  | 14 | 7  | 1 | 6  | 714 | 726 | 27   |                          |
| 6. | Auboué         | 14 | 6  | 0 | 8  | 712 | 706 | 26   |                          |
| 7. | ASC Hellemes   | 14 | 4  | 0 | 10 | 629 | 851 | 22   | retrocesse in Excellence |
| 8. | Nilvange       | 14 | 2  | 0 | 12 | 646 | 728 | 18   | retrocesse in Excellence |

#### Gruppo B
|    | Squadra           | G  | V  | N | P  | PF  | PS  | P.ti | Qualificazione           |
| -- | ----------------- | -- | -- | - | -- | --- | --- | ---- | ------------------------ |
| 1. | Montferrand       | 14 | 11 | 0 | 3  | 698 | 625 | 36   | finale                   |
| 2. | P.U.C.            | 14 | 9  | 0 | 5  | 755 | 587 | 32   |                          |
| 3. | Championnet       | 14 | 9  | 0 | 5  | 673 | 662 | 32   |                          |
| 4. | ASPO Tours        | 14 | 7  | 0 | 7  | 678 | 638 | 28   |                          |
| 5. | Rupella           | 14 | 6  | 0 | 8  | 501 | 512 | 26   |                          |
| 6. | CSE Tolosa        | 14 | 6  | 0 | 8  | 588 | 686 | 26   |                          |
| 7. | RCM Tolosa        | 14 | 5  | 0 | 9  | 576 | 625 | 24   | retrocesse in Excellence |
| 8. | Olympique Antibes | 14 | 1  | 1 | 12 | 479 | 602 | 15   | retrocesse in Excellence |

### Fase finale
| Squadra 1 | Risultato | Squadra 2   |
| --------- | --------- | ----------- |
| ASVEL     | 48-43     | Montferrand |

| Nationale 1951-1952 |
| ------------------- |
| ASVEL 3º titolo     |

## Formazione vincitrice
| N° | Naz.               | Ruolo | Sportivo       |  | Alt. |  |
| -- | ------------------ | ----- | -------------- |  | ---- |  |
|    | Francia (bandiera) | P     | Gérard Sturla  |  | 175  |  |
|    | Francia (bandiera) | AP    | Henri Rey      |  | 186  |  |
|    | Francia (bandiera) | All.  | André Buffière |  |      |  |